# Øve os på hinanden
Az Øve os på hinanden (magyarul: Egymáson gyakorolni) a Fyr & Flamme dán duó dala, mellyel Dániát képviselték a 2021-es Eurovíziós Dalfesztiválon Rotterdamban. A dal 2021. március 6-án, a dán nemzeti döntőben, a Dansk Melodi Grand Prixben megszerzett győzelemmel érdemelte ki a dalversenyen való indulás jogát.

## Eurovíziós Dalfesztivál
2021. február 10-én vált hivatalossá, hogy a duó alábbi dala is bekerült az Dansk Melodi Grand Prix elnevezésű nemzeti döntő mezőnyének döntőjébe. A dal hivatalosan aznap jelent meg. Március 6-án a duó alábbi dalát választották ki a nézők a 2021-es Dansk Melodi Grand Prix elnevezésű nemzeti döntőben, amellyel képviselik hazájukat az elkövetkezendő Eurovíziós Dalfesztiválon.
Az Eurovíziós Dalfesztiválon a dalt először a május 20-án rendezett második elődöntőben adják elő, a fellépési sorrendben utolsóként, a svájci Gjon’s Tears Tout l’univers című dala után. Az elődöntőben a nézői szavazatok és a nemzetközi zsűrik pontjai alapján nem került be a dal a május 22-én megrendezésre került döntőbe. Összesítésben 89 ponttal a 11. helyen végzett, 23 ponttal lemaradva a még éppen továbbjutó albán dal mögött.

## Slágerlisták
| Slágerlista (2021) | Legjobb helyezés |
| ------------------ | ---------------- |
| Dánia (Hitlisten)  | 1.               |